# محمد حسين سلامة
محمد حسين سلامة هو كاتب، ولغوي مصري اهتم بتبسيط وشرح قواعد اللغة العربية والنحو، وإعراب القرآن الكريم وبيان معانيه وما به من إعجاز بلاغي.

## مؤلفاته
ألف محمد حسين سلامة العديد من المؤلفات لعل أشهرها سلسلة إعراب القرآن الكريم بالإضافة إلى غيرها من المؤلفات ومنها:
- التيسير: صدر عام 1998 عن الهيئة المصرية العامة للكتاب.[1]
- معجزات الأنبياء و الرسل: صدر عام 2003 عن مكتبة الدار العربية للكتاب.[2]
- الإعجاز البلاغي في القرآن الكريم: صدر عام 2004 عن دار الآفاق العربية للنشر.[3]
- أهم معجزات الأنبياء والرسل: صدر عام 2004 عن مكتبة الدار العربية للكتاب.[4]
- إعراب جزء عم (إعراب وتفسير وبلاغة وأسباب نزول) صدر عام 2006 عن دار الآفاق العربية.[5]
- قبس من أنوار القرآن الكريم وفضائله: صدر عام 2006 عن الهيئة المصرية العامة للكتاب.[6]
- إعراب سورة يوسف (إعراب وتفسير وبلاغة وأسباب النزول): صدر عام 2007 عن دار الآفاق العربية.[7]
- إعراب سورة الكهف (إعراب وتفسير بلاغة وأسباب النزول): صدر عام 2007 عن دار الآفاق العربية.[8]
- إعراب سورة النساء (إعراب وتفسير وبلاغة و أسباب النزول): صدر عام 2007 عن دار الآفاق العربية.[9]
- النحو المبسط وعشاق اللغة: صدر عام 2007 عن دار الآفاق العربية.[10]
- الفرق الإسلامية (أصولها ومعتقداتها): صدر عام 2008 عن دار الفكر العربي.[11]
- تفسير آيات الامثال والحكم في القرآن الكريم: صدر عام 2009 عن دار الفكر العربي.[12]
- المبسط في شرح قواعد اللغة العربية: صدر عام 2010 عن دار الفكر العربي.[13]
- سحر البيان في بلاغة القرآن: صدر عام 2013 عن دار الآفاق العربية.[14]